# Spirální galaxie s příčkou

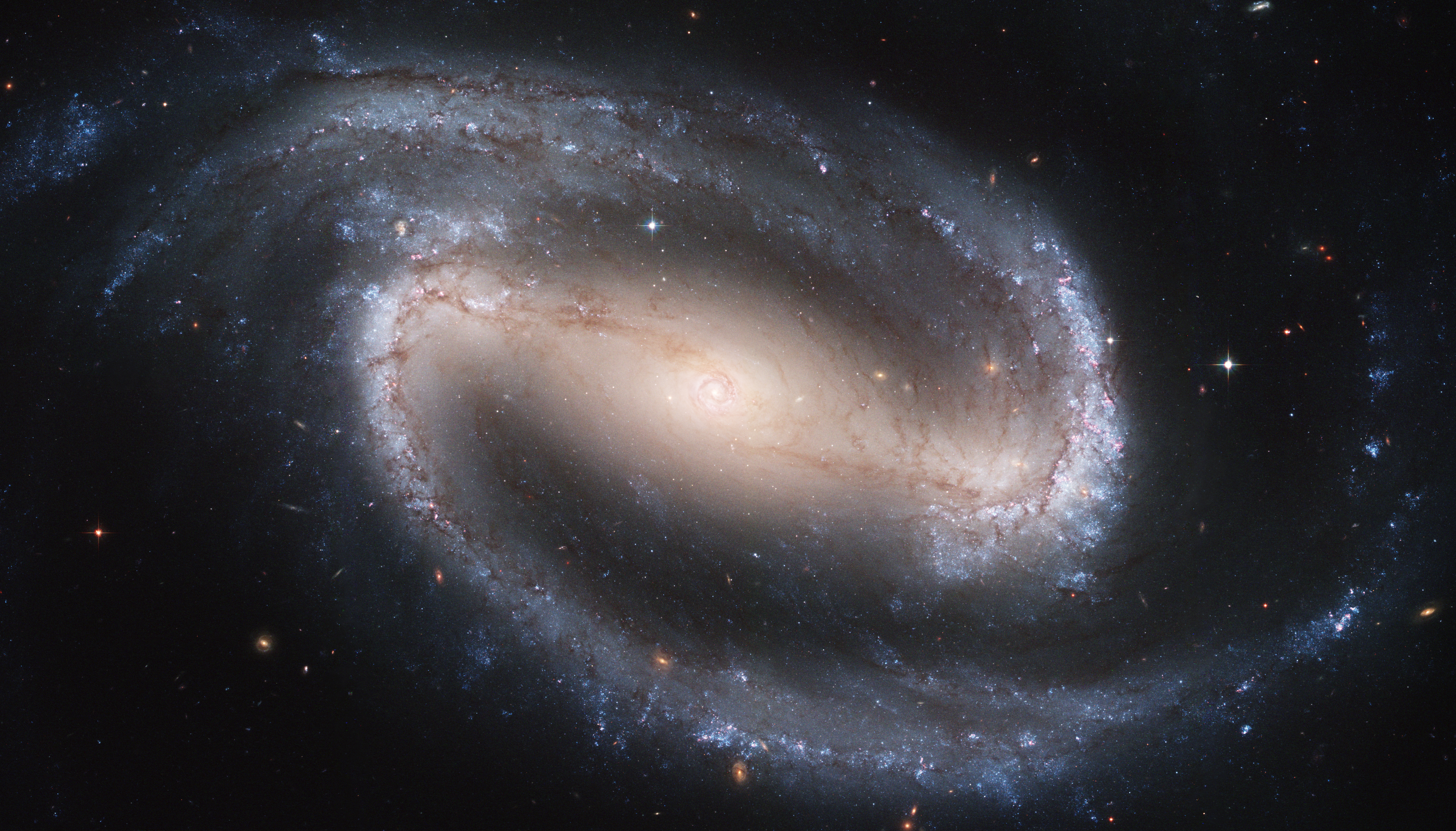
NGC 1300 – spirální galaxie s příčkou. Snímek z Hubbleova vesmírného dalekohledu.

Spirální galaxie s příčkou jsou podobné normálním spirálním galaxiím. Jejich spirální ramena se ale nenapojují na jádro přímo, ale přes příčku, která se otáčí stejnoměrně spolu s jádrem. Označujeme je písmeny SB a doplňujícím písmenem, které udává stupeň zavinutí ramen:
- SBa – hodně zavinutá spirální ramena kolem jádra
- SBb – průměrně zavinutá ramena
- SBc – hodně rozvinutá ramena.

Mezi spirální galaxie s příčkou patří i Mléčná dráha (typ SBc) – galaxie, kde se nachází Sluneční soustava.